# 1724
Епоха великих географічних відкриттів •  Перша наукова революція •  Глухівський період в історії Гетьманщини

## Геополітична ситуація
Османську імперію очолює Ахмед III (до 1730). Під владою османського султана перебувають Близький Схід та Єгипет, Середземноморське узбережжя Північної Африки, частина Закавказзя, значні території в Європі: Греція, Болгарія і Сербія. Васалами османів є Волощина та Молдова.
Священна Римська імперія охоплює, крім німецьких земель, Угорщину з Хорватією, Трансильванію, Богемію, Північну Італію, Австрійські Нідерланди. Її імператор — Карл VI Габсбург (до 1740). Король Пруссії — Фрідріх-Вільгельм I (до 1740).
На передові позиції в Європі вийшла Франція, якою править Людовик XV (до 1774). Франція має колонії в Північній Америці та Індії.
Король Іспанії — Філіп V з династії Бурбонів (до 1746). Королівству Іспанія належать південь Італії, Нова Іспанія, Нова Гранада та Віцекоролівство Перу в Америці, Філіппіни. Королем Португалії є Жуан V (до 1750). Португалія має володіння в Бразилії, в Африці, в Індії, в Індійському океані й Індонезії.
Північ Нідерландів займає Республіка Об'єднаних провінцій. Вона має колонії в Північній Америці, Індонезії, на Формозі та на Цейлоні. На британському троні сидить Георг I (до 1727). Британія має колонії в Північній Америці, на Карибах та в Індії. Король Данії та Норвегії — Фредерік IV (до 1730), на шведському троні сидить Фредерік I (до 1751). На Апеннінському півострові незалежні Венеціанська республіка та Папська область. у Речі Посполитій королює Август II Сильний (до 1733). Імператором Російської імперії є Петро I (до 1725).
Україну розділено по Дніпру між Річчю Посполитою та Російською імперією. Після смерті Павла Полуботка посада гетьмана залишилася вакантною. Пристановищем козаків є Олешківська Січ. Існує Кримське ханство, якому підвладна Ногайська орда.
В Ірані Сефевіди поступилися правлінням Хотакі.
Значними державами Індостану є Імперія Великих Моголів, Імперія Маратха. В Китаї править Династія Цін. У Японії триває період Едо.

## Події

### В Україні
- Скасовано Колегію генеральних старшин.
- Згорів луцький собор святих Петра і Павла
- Обраний старшиною гетьман Павло Полуботок помер в ув'язненні в Петропавловській фортеці.

### У світі
- Король Іспанії Філіп V зрікся трону на користь свого сина Луїса, але повернувся після смерті молодого короля.
- Іспанський генерал-капітан басейну річки Ла-Плата Бруно Маурісіо де Сабала виставив португальців із укріпленого поселення, що пізніше стало містом Монтевідео.
- Катерина I офіційно коронована царицею Російської імперії.
- Розпочався понтифікат Бенедикта XIII.
- Константинопольська угода розділила Північний Кавказ на російську та турецьку сфери впливу.
- Шах Ірану Мір Махмуд Хотакі зійшов з розуму.
- Китайський імператор Іньчжень заборонив пропаганду християнства у країні й виставив місіонерів.
- Турки взяли Хамадан та Єреван в Ірані, але змушені були відступити від Табріза.
- Асаф Джах I став практично незалежним від Імперії Великих моголів правителем Декану.

### Наука та культура
- Даніель Габріель Фаренгейт запропонував температурну шкалу, відому ніні як шкала Фаренгейта.
- Засновано Санкт-Петербурзький університет.
- У Лондоні відбулася прем'єра опери «Юлій Цезар» Георга Фрідріха Генделя.
- У Лондоні засновано видавництво Longman, найстарше з тих, що існують досі.
- Завершилося спорудження Бленгеймського палацу. Його подарували Джону Черчиллю, герцогу Мальборо.

## Народились
див. також Категорія:Народились 1724
- 29 березня — Кирило Григорович Розумовський, останній гетьман України (1750-1764 рр.)
- 22 квітня — Іммануїл Кант, німецький філософ, основоположник німецької класичної філософії

## Померли
див. також Категорія:Померли 1724
- 29 грудня — Павло Полуботок — гетьман України (1722—1724)